# Franc Gorjup
Franc Gorjup, lastnik hotela in politik, * 3. december 1877, Gorenja vas pri Kanalu, † 4. december 1946,  Gorenja vas.
V Kanalu ob Soči je vodil lastno gostilno, ki se je razvila v hotel. Po odstopu župana Antona Križaniča je bil 14. decembra 1912 izvoljen za župana v Kanalu. V splošno kurijo goriškega deželnega zbora pa je bil izvoljen leta 1913.